# Eurytoma tolidepepra
Eurytoma tolidepepra is een vliesvleugelig insect uit de familie Eurytomidae. De wetenschappelijke naam is voor het eerst geldig gepubliceerd in 1988 door Delvare.